# Bethu, Madikeri
Bethu là một làng thuộc tehsil Madikeri, huyện Kodagu, bang Karnataka, Ấn Độ.